# Mārtiņš Grundmanis
Mārtiņš Grundmanis, né le 18 novembre 1913 et décédé en novembre 1944, à Riga, en Lettonie, est un ancien joueur letton de basket-ball.

## Palmarès
- Champion d'Europe 1935